# Момо любов
«Момо любов» (кит. трад. 桃花小妹, піньїнь: Táohuā Xiǎomèi); англ. Momo Love) — тайванський телевізійний серіал. В головній ролях Дзіро Ванг, Сінді Ванг, Вонг Джин Лун, Кальвін Чень і Кен Чу. Він був підготовлений Comic International Productions (可米國際影視事業股份有限公司) і режисером Чу Ю Нін (кит.: 瞿友寧; піньїнь: Qū You-níng). Він заснований на основі японської манги Момока Тайфун (桃花タイフーン!!). Телесеріал почали знімати 6 червня 2009 і завершили 12 грудня 2009.
Транслювався на China Television (CTV) (中視) з 18 жовтня 2009 по 10 січня 2010, щонеділі о 22:00 до 23:30 і по кабельному телебаченню Gala Television (GTV) (八大綜合台) 24 жовтня 2009 по 16 січня 2010, щосуботи о 21:00 до 22:30.